# Nagycsűr
Nagycsűr, románul Șura Mare, németül: Groß-Scheuern vagy Großscheuern, szászul Griuss Scheiern falu Romániában, Szeben megyében, az azonos nevű község központja. Itt zajlott az 1848–49-es forradalom és szabadságharc Erdélyben zajló utolsó nagy csatája. (Nagycsűri ütközet 1849. augusztus 5-6.)

## Fekvése
A Nagyszebent és Medgyest összekötő DN 14-es úton fekszik, a megyeszékhelytől nyolc kilométerre.

## Története
Első fennmaradt említése 1337-ből származik Magnum Horreum néven. A magyar Nagycsűr elnevezés először 1445-ben bukkant fel. A községet 1529-ben moldvai csapatok, 1600-ban Vitéz Mihály, a 18. század elején több ízben a kurucok dúlták fel. 1849-ben Bem Józsefet és csapatát a nagycsűri lelkész látta vendégül. 1944. szeptember 7-9 között a falut több ízben a Luftwaffe bombázta. 1945 januárjában 223 lakost vittek el a Szovjetunióba kényszermunkára. A második világháború után a szászok helyére románokat telepítettek.
A 2002-es népszámlálás adatai szerint a községben 3102 román, 141 roma és 50 szász élt.

## Látnivalók
- Evangélikus templom (román stílusú bazilika) 1238-ból. 1500-ban és 1854-ben átépítették. A barokk oltár 1744-ben készült.

## Híres emberek
- A nagycsűri származású Goblinus volt az egyedüli erdélyi szász, akiből gyulafehérvári katolikus püspök lett. 1376-1386 között töltötte be ezt a hivatalt.
- Régebben úgy tartották, hogy a községben született Hieronymus Ostermayer, 1530-tól Brassóban volt orgonista, de a mai álláspont szerint bajorországi származású volt.
- A szegény családból származó Johann Haupt 1678-1685 között Nagyszeben polgármestere, illetve 1685-86 szász királybíró volt.

## Fordítás
Ez a szócikk részben vagy egészben  a(z)   Șura Mare című német Wikipédia-szócikk ezen változatának fordításán alapul.  Az eredeti cikk szerkesztőit annak laptörténete sorolja fel. Ez a jelzés csupán a megfogalmazás eredetét és a szerzői jogokat jelzi, nem szolgál a cikkben szereplő információk forrásmegjelöléseként.